# Pedostrangalia verticalis
Pedostrangalia verticalis es una especie de escarabajo longicornio del género Pedostrangalia, tribu Lepturini, subfamilia Lepturinae. Fue descrita científicamente por Germar en 1822.

## Descripción
Mide 10-15 milímetros de longitud.

## Distribución
Se distribuye por Albania, Bosnia y Herzegovina, Bulgaria, Croacia, Grecia, Italia, Macedonia, Rumania, Serbia, Eslovenia, Turquía y Yugoslavia.